# Platycoryne buchananiana
Platycoryne buchananiana är en orkidéart som först beskrevs av Friedrich Fritz Wilhelm Ludwig Kraenzlin, och fick sitt nu gällande namn av Robert Allen Rolfe. Platycoryne buchananiana ingår i släktet Platycoryne och familjen orkidéer. Inga underarter finns listade i Catalogue of Life.